# Église de la Sainte-Trinité de Saint-Trinit
L'église de la Sainte-Trinité est une église romane située à Saint-Trinit sur le plateau d'Albion, dans le département français de Vaucluse en région Provence-Alpes-Côte d'Azur.

## Historique
Le premier édifice bâti sur ce site fut un prieuré bénédictin.
L'église actuelle date du XIIe siècle : elle appartint à l’abbaye Saint-André de Villeneuve-lès-Avignon avant de devenir au XIIIe siècle possession des évêques de Carpentras.
En 1580, lors des guerres de Religion, les habitants fortifièrent leur église, ce qui entraîna la démolition de la voûte et d'une partie de la nef romane.
Elle fait l'objet d'un classement au titre des monuments historiques depuis le 24 mars 1915.

## Architecture
L'église de la Sainte-Trinité est entièrement bâtie en pierre de taille assemblée en grand appareil. Elle est recouverte de dalles calcaires et est surmontée d'un élégant clocheton en pierre de taille.
Elle présente plusieurs ornements typiques de l'art roman provençal inspiré de l'antique : triglyphes, colonnettes au fût cannelé, chapiteaux ornées de feuilles d'acanthe et frise d'oves.

### Le chevet
Le chevet polygonal (presque semi-circulaire) est orné de six pilastres surmontés de triglyphes au-dessus desquels prennent place de discrets segments de frise de dents d'engrenage.
Il est percé d'une fenêtre absidiale entourée de courtes colonnettes surmontées de chapiteaux ornées de feuilles d'acanthe.

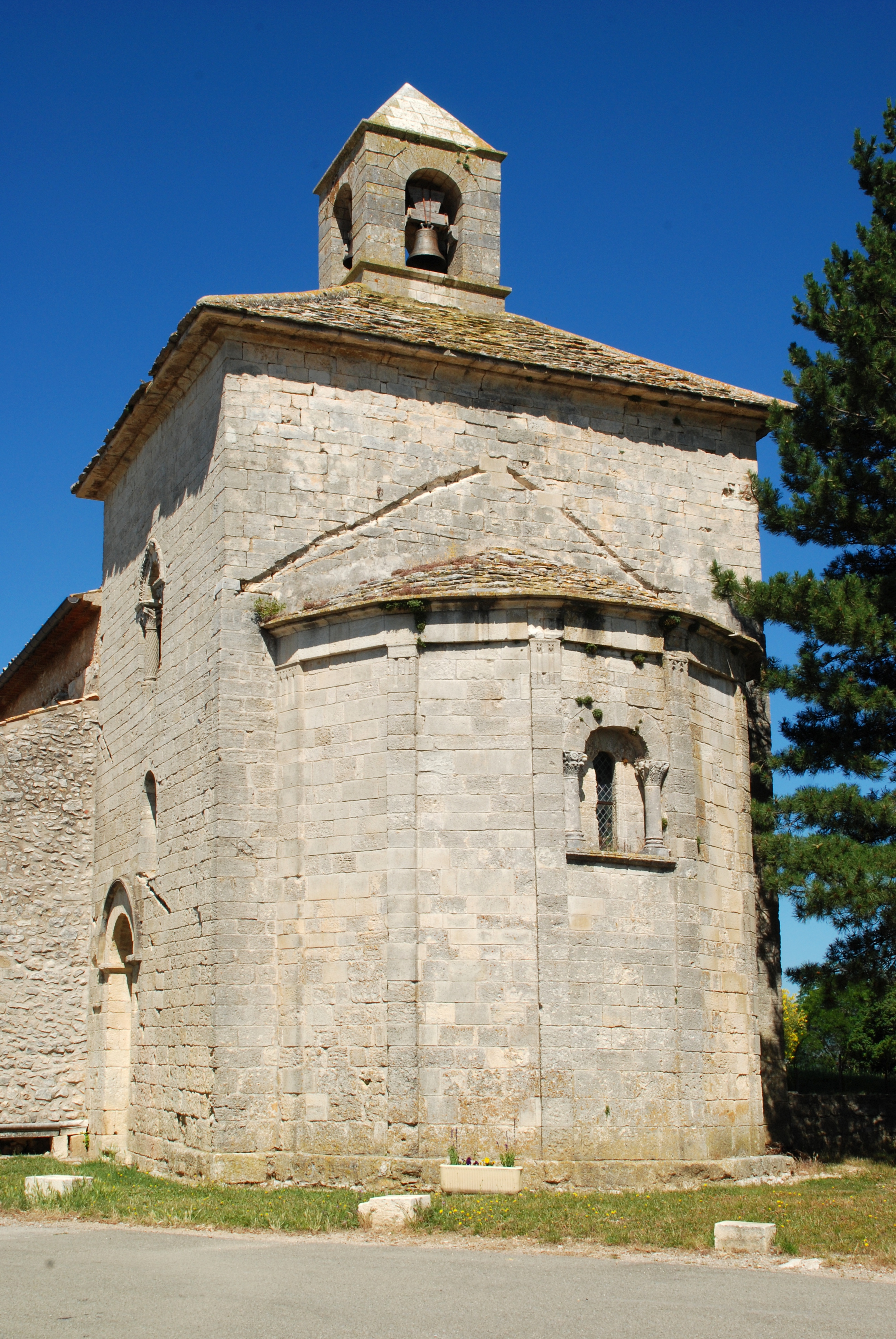
Le chevet.
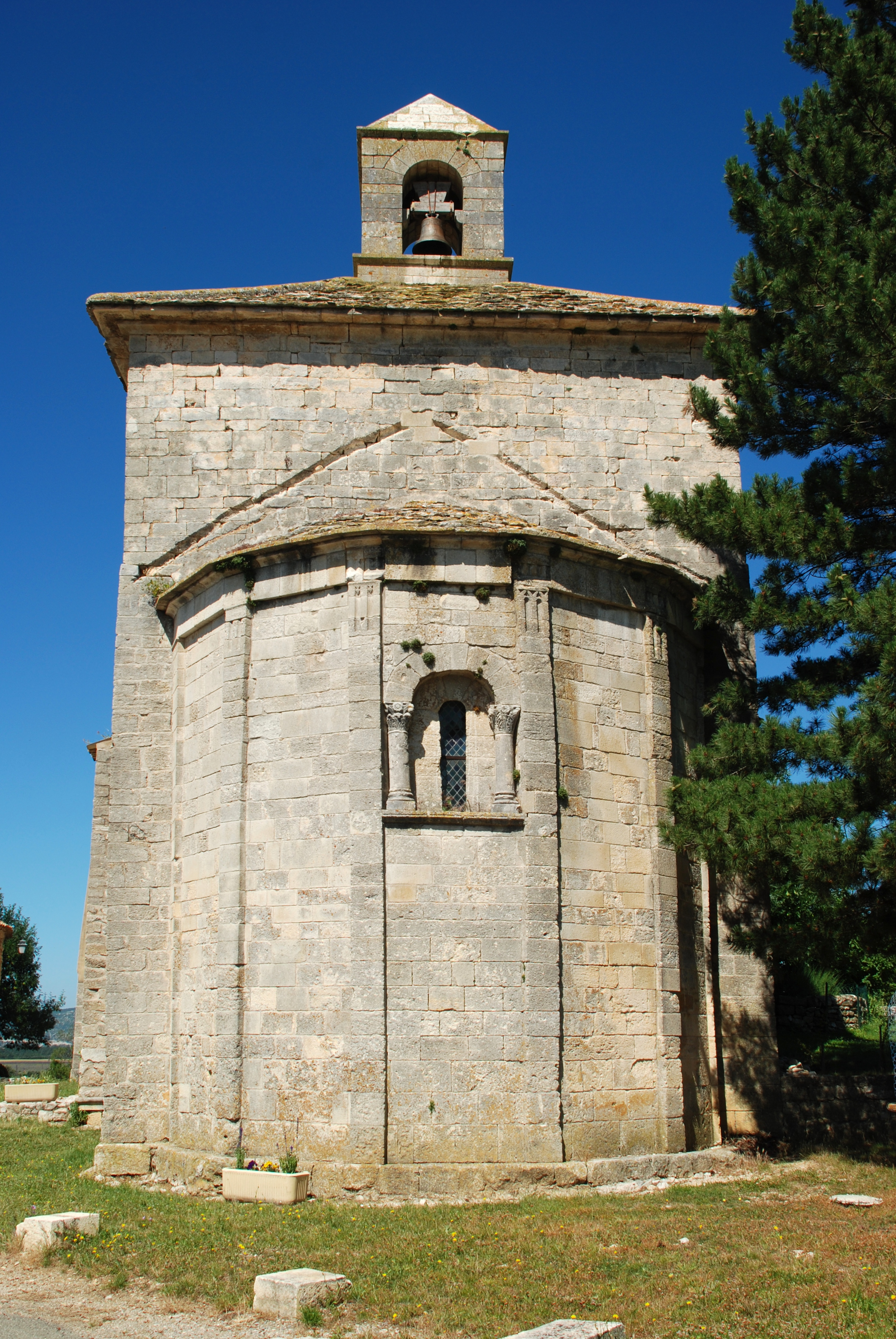
Le chevet.
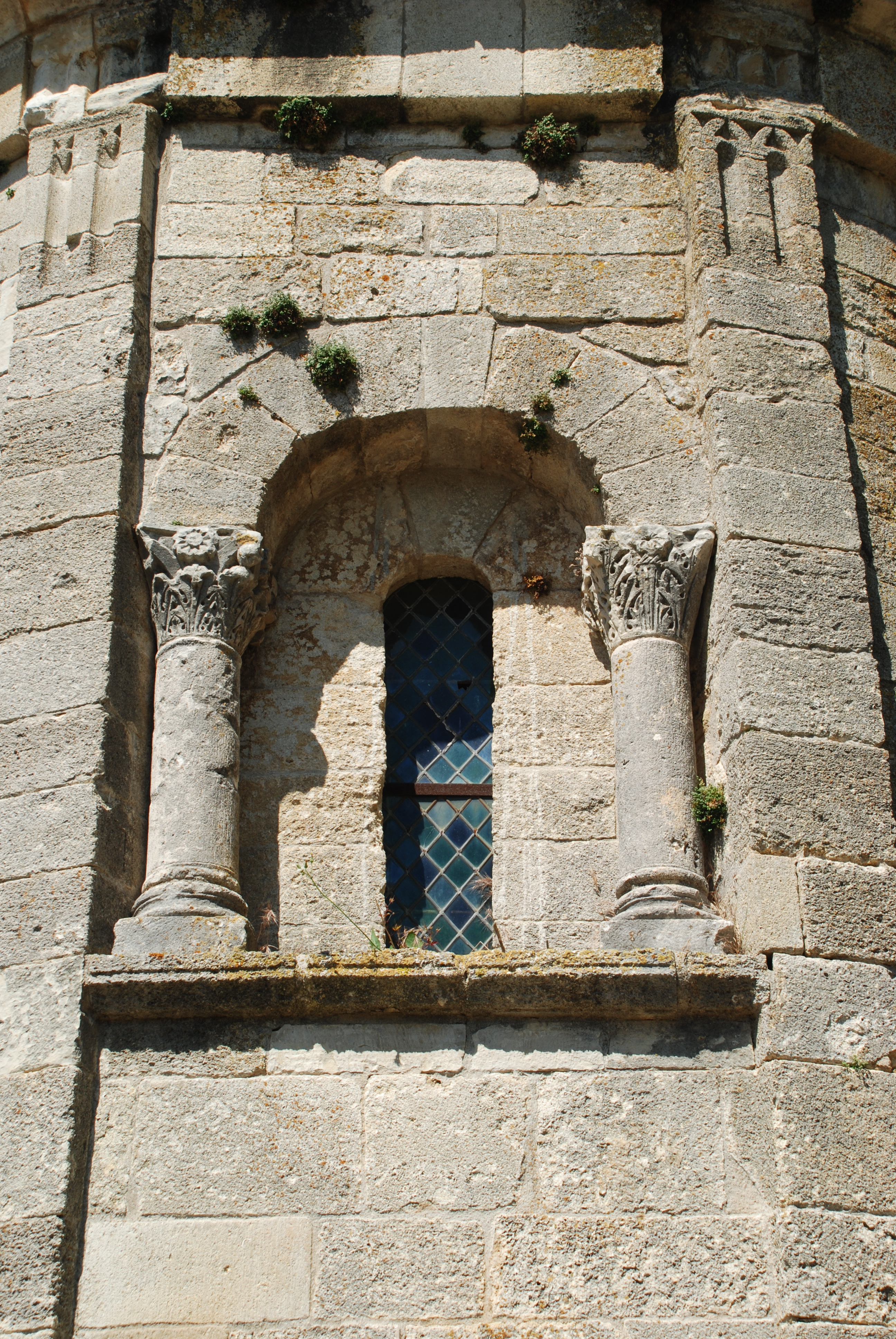
La fenêtre absidiale.
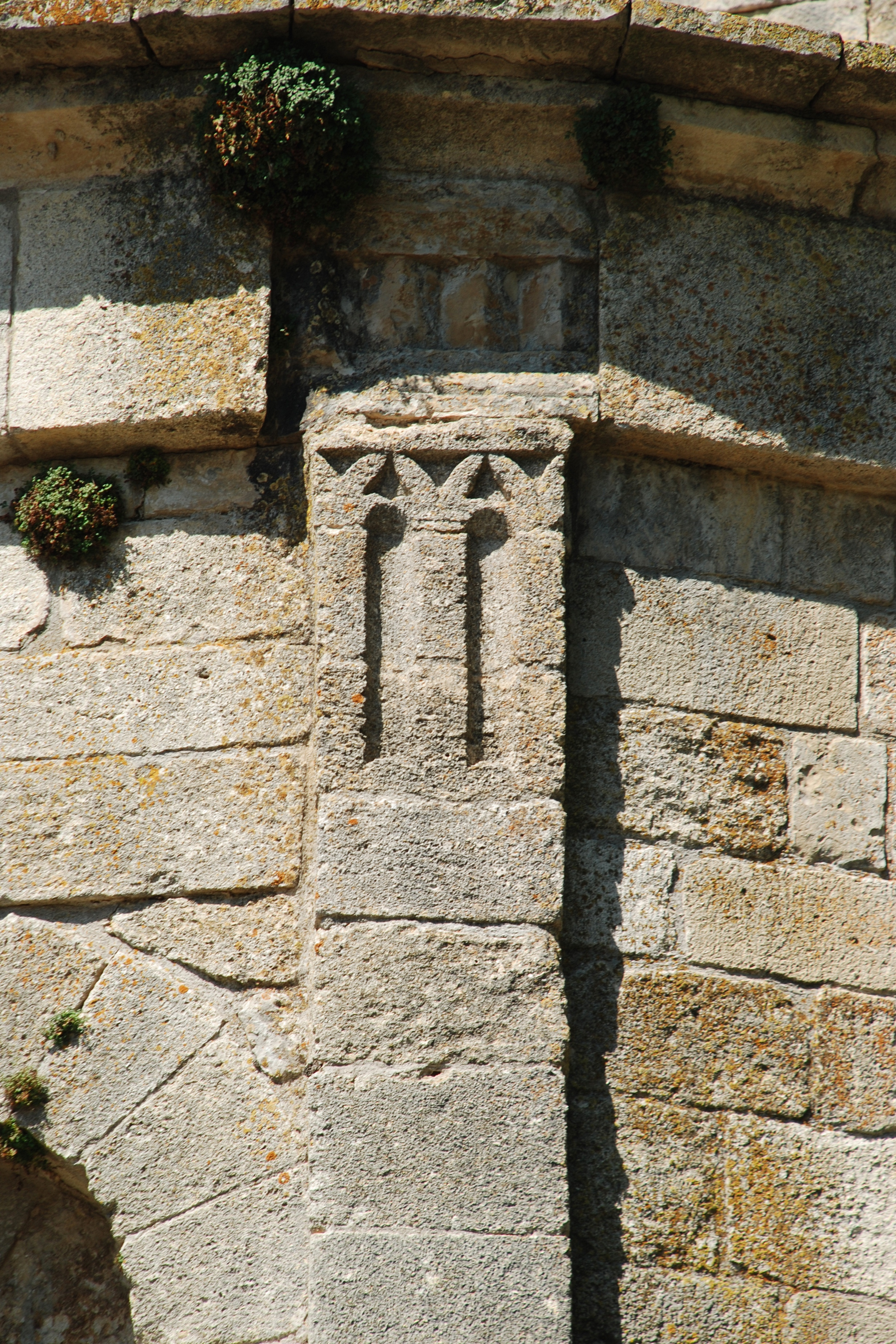
Triglyphe surmontant un pilastre.

### La travée de chœur
La travée de chœur est percée d'une porte étroite et décentrée, surmontée d'un arc en plein cintre dont l'archivolte repose sur deux bandeaux chanfreinés.
Elle est ornée de deux fenêtres, dont la plus grande constitue un bel exemple d'art roman provençal inspiré de l'antique : encadrée de deux colonnettes au fût cannelé surmontées de chapiteaux ornées de feuilles d'acanthe, elle est surmontée d'un arc en plein cintre dont l'archivolte est bordée d'une petite frise de perles et d'une frise d'oves et de feuilles d'acanthe très stylisées.

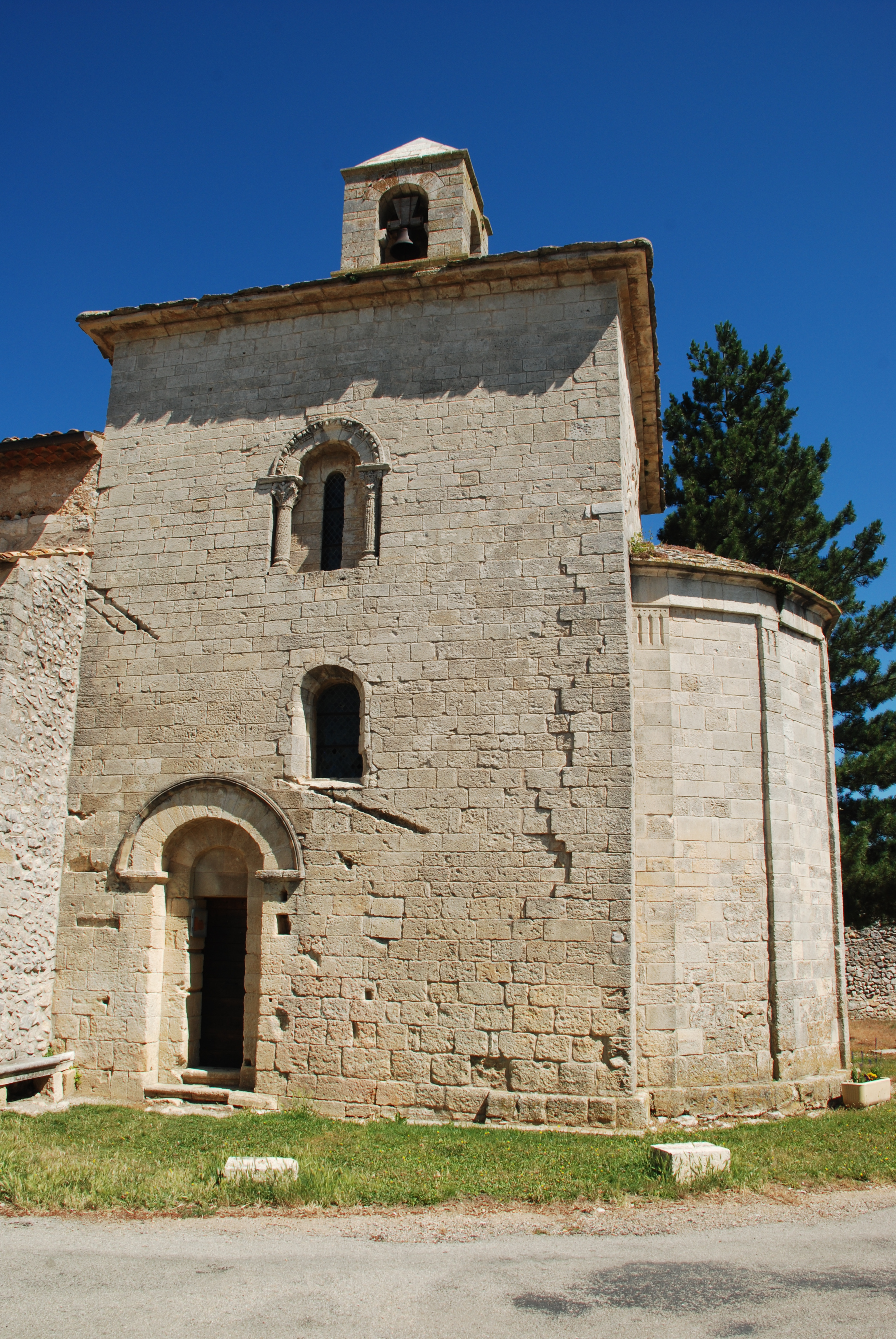
La travée de chœur et le chevet.
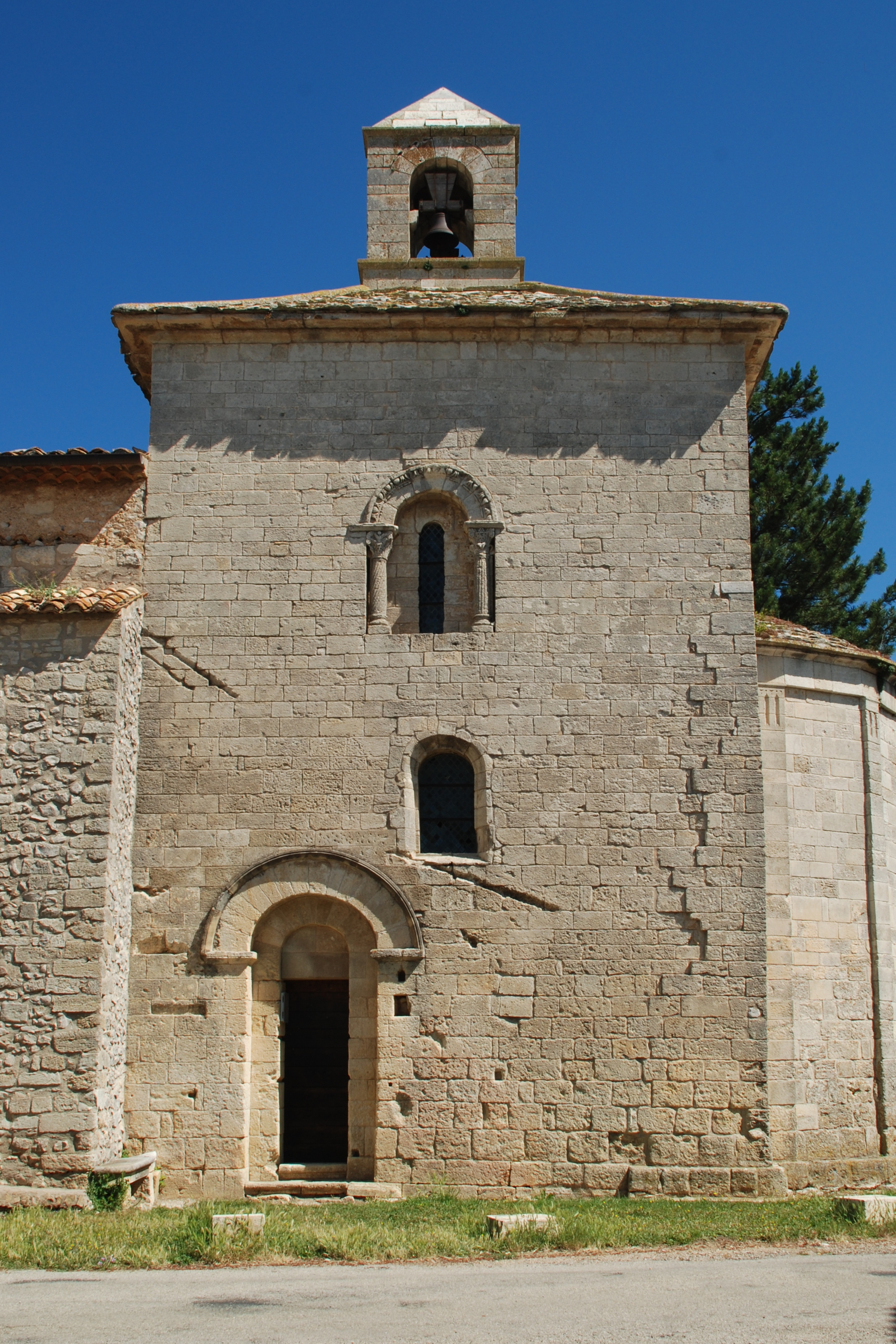
La travée de chœur.
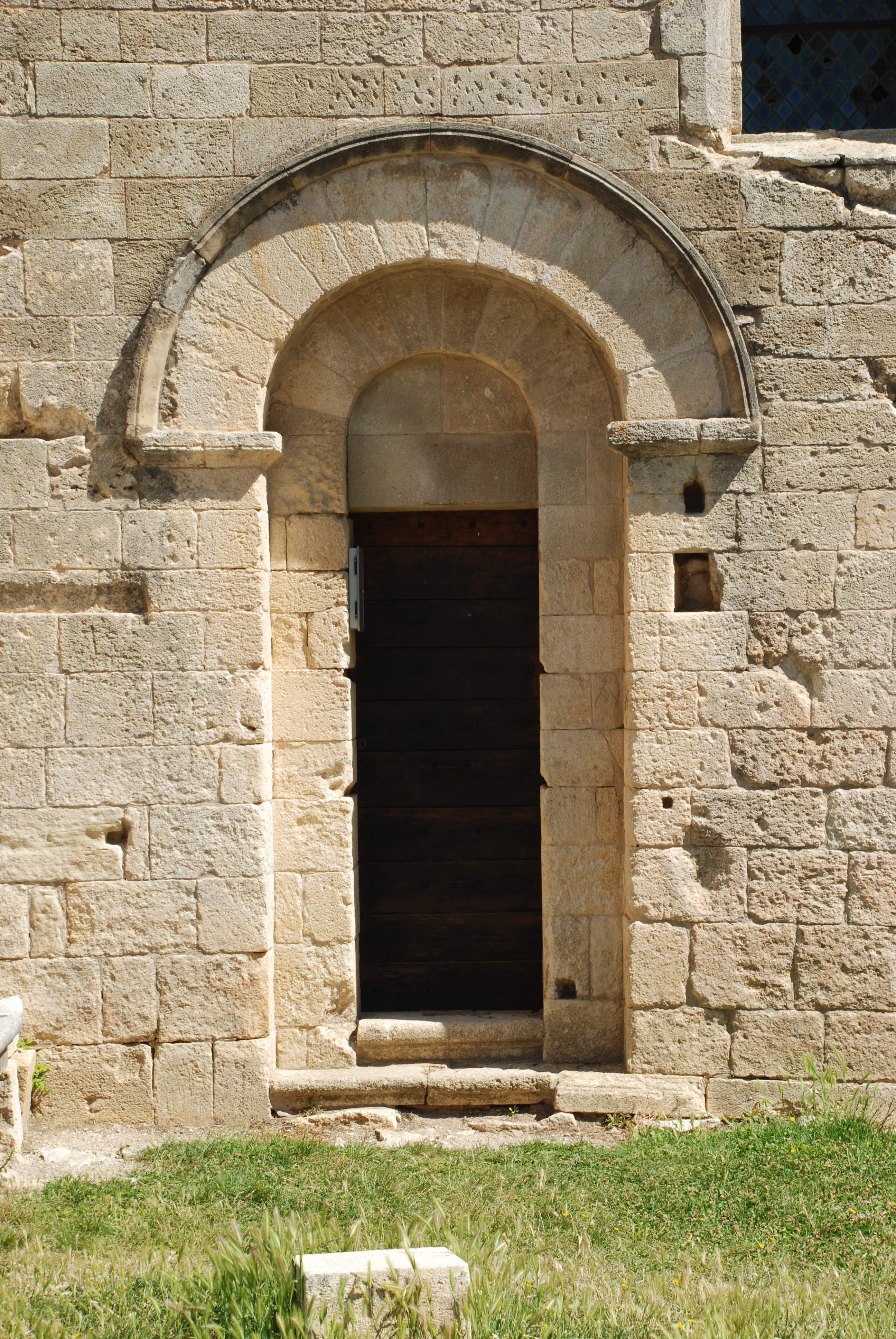
La porte de la travée de chœur.
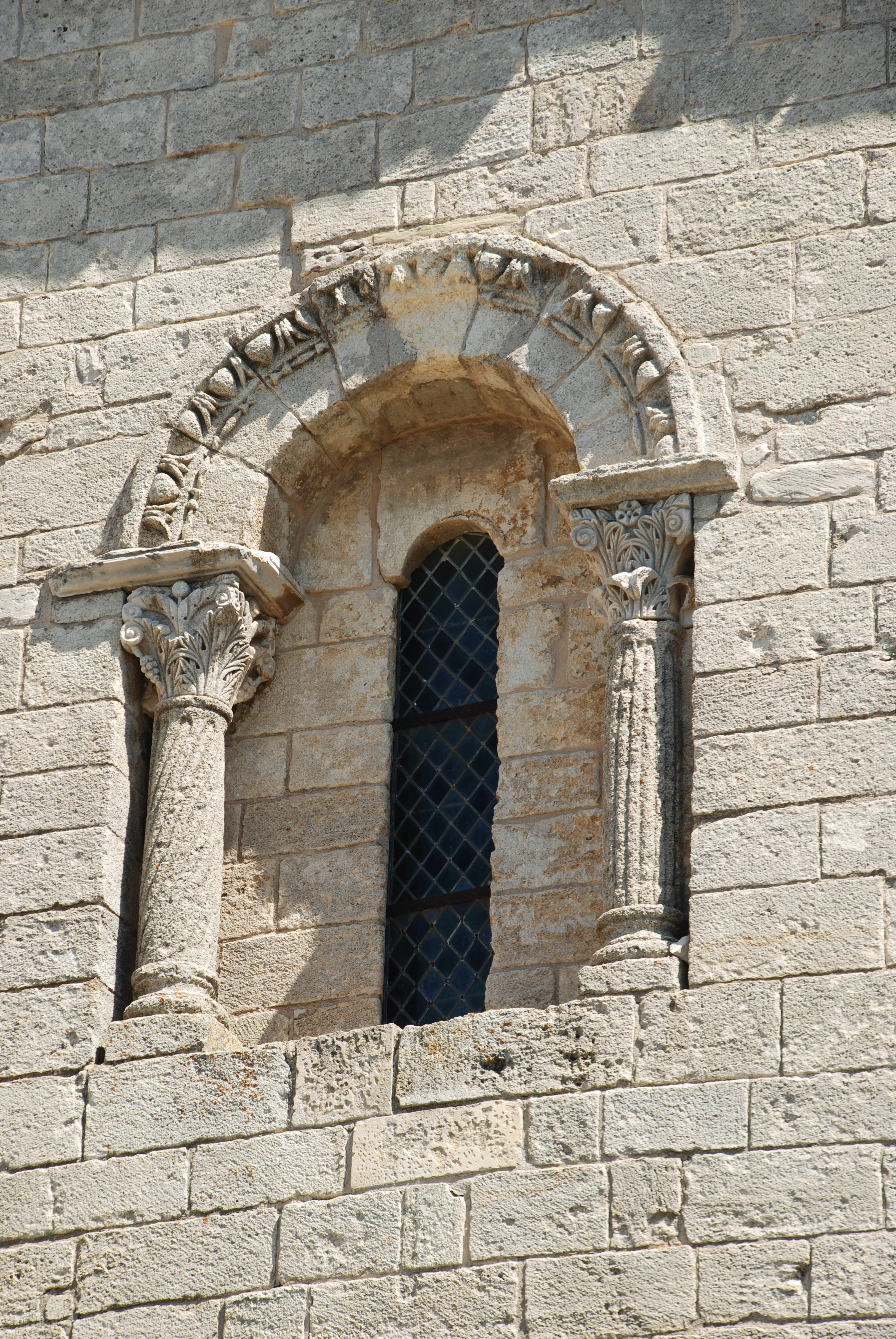
La fenêtre de la travée de chœur.

### La nef
Les façades de la nef sont soutenues par de puissants contreforts édifiés en moellon avec des chaînages d'angle en pierre de taille.